# Alice Taglioni
Alice Taglioni (Ermont, 26 de julho de 1976) é uma atriz francesa.

## Filmografia

### Cinema
- 2002: La Bande du drugstore, de François Armanet: Nathalie Meissonier
- 2002: Décalage horaire, de Danièle Thompson: Uma hóspede
- 2002: Brocéliande, de Doug Headline: Léa
- 2003: Le Pharmacien de garde, de Jean Veber: Christine
- 2003: Le Cœur des hommes, de Marc Esposito: Maître Annette
- 2003: Rien que du bonheur, de Denis Parent: Cerise
- 2004: Grande École, de Robert Salis: Agnès
- 2004: Mensonges et trahisons et plus si affinités, de Laurent Tirard: Claire
- 2005: Les Chevaliers du ciel, de Gérard Pirès: Estelle «Pitbull» Kass
- 2005: Le Cactus, de Gérard Bitton e Michel Munz: Justine
- 2006: The Pink Panther (A Pantera Cor-de-Rosa), de Shawn Levy
- 2006: La Doublure, de Francis Veber: Éléna
- 2006: Acteur, curta-metragem de Jocelyn Quivrin
- 2007: L'Île aux trésors, de Alain Berbérian: Évangeline Trelawney
- 2007: Détrompez-vous de Bruno Dega: Carole
- 2008: Notre univers impitoyable de Léa Fazer: Maître Margot Dittermann
- 2008: Ca$h, de Éric Besnard: Garance
- 2008: Sans arme, ni haine, ni violence, de Jean-Paul Rouve: Julia
- 2011: La Proie, de Éric Valette: Claire Linné
- 2012: Paris Manhattan, de Sophie Lellouche
- 2013: Cookie, de Léa Fazer
- 2013 : Zaytoun de Eran Riklis : Leclair
- 2014 : Colt 45 de Fabrice Du Welz : Isabelle Le Franc
- 2014 : Sous les jupes des filles de Audrey Dana : Marie
- 2014 : On a marché sur Bangkok de Olivier Baroux : Natacha Bison
- 2015 : Premiers crus de Jérôme Le Maire : Blanche
- 2016 : Réparer les vivants de Katell Quillévéré : Daphné

### Televisão
- 1994: Hélène et les Garçons (episódio Alibi dangereux)
- 2001: Quatre Copains, de Stéphane Kurc
- 2002: Ton tour viendra, de Harry Cleven
- 2002: P.J. (episódio Taupe)
- 2002: La Vie devant nous (série)
- 2003: Frank Riva, de Philippe Setbon
- 2003: Aventure et associés (episódio Trapped)
- 2003: Les Enquêtes d'Éloïse Rome (episódio Joanna est revenue)
- 2013 : Crossing Lines (série, 1 temporada, episódio 10)
- 2014-2015 : Frères d'armes (série)
- 2015 : L'Annonce de Julie Lopes Curval